# Conus adamsonii
Conus adamsonii е вид охлюв от семейство Conidae. Видът не е застрашен от изчезване.

## Разпространение и местообитание
Разпространен е в Американска Самоа (Суейнс), Вануату, Кирибати, Малки далечни острови на САЩ (Атол Джонстън, Остров Бейкър, Уейк и Хауленд), Маршалови острови, Науру, Ниуе, Острови Кук, Самоа, Соломонови острови, Токелау, Тонга, Уолис и Футуна, Фиджи и Френска Полинезия (Маркизки острови).
Обитава крайбрежията и пясъчните дъна на морета. Среща се на дълбочина от 25 до 51 m, при температура на водата от 24,5 до 26,5 °C и соленост 36,7 – 37,3 ‰.